# Otto Schily
Otto Georg Schily (Bochum, 20 luglio 1932) è un avvocato e politico tedesco della SPD. Dal 1998 al 2005 è stato ministro federale dell'interno. È stato cofondatore del Partito dei Verdi, da cui è passato alla SPD nel novembre 1989. Negli anni settanta ebbe una certa notorietà come avvocato penalista per aver difeso diversi imputati appartenenti all'ala eversiva dell'estrema sinistra tedesca (tra questi  Horst Mahler ed in seguito Gudrun Ensslin nel processo di Stammheim).